# Дом ветра
«Дом ветра» — художественный фильм-драма режиссёра Вячеслава Златопольского, вышедший в 2011 году.

## Сюжет
Одинокая женщина Тая, работающая дворником в инфекционной больнице, получает известие о том, что идентифицированы останки её сына, несколько лет числившегося пропавшим без вести на воинской службе. Надежда на то, что её сын может быть жив, разрушена, одиночество наваливается на женщину. Тогда Тая решает усыновить пациента больницы мальчика Тимура, больного СПИДом.

## В ролях
- Полина Кутепова — Таисия Левшина
- Даниил Неверов — Тёма
- Валерий Баринов — Всеволод Степанович, главврач клиники
- Алексей Завьялов — Родион Гордеев
- Елена Морозова — Влада
- Александр Ильин — Павел Маркович
- Людмила Дребнева — Ирина Львовна
- Борис Каморзин — Григорий
- Елена Захарова — провизор
- Артём Цуканов — Олег

## Награды
- Приз зрительских симпатий (фильм набрал 9,3 балла) на третьем ежегодном онлайн-кинофестивале режиссёрских дебютов «Дубль дв@», 2011.[2]
- Приз за лучшую женскую роль (Полина Кутепова),  XIII Пхеньянский международный кинофестиваль, 2012.
- Приз имени Станислава и Андрея Ростоцких «За лучшую женскую роль» (Полина Кутепова) на XIX кинофестивале российского кино «Окно в Европу», Выборг, 2011 год[3].
- Гран-при IX Московского фестиваля отечественного кино «Московская премьера», Москва, 2011 год[4]
- Победитель 14-го Всероссийского Шукшинского кинофестиваля, 2012.[5]
- Приз «Золотой Витязь» на 21-м Международном кинофоруме «Золотой Витязь», 2012 год.
- Участник конкурсной программы Международного кинофестиваля, Монреаль, 2011 год[источник не указан 2903 дня].